# أسامي ساتو (أفاتار)
أسامي ساتو (佐藤麻美 ساتو أسامي) (بالإنجليزية: Asami Sato)‏ هي شخصية رئيسية في مسلسل الرسوم المتحركة لقناة نكلوديون أسطورة كورا. ابتكر الشخصية والمسلسل مايكل دانتي ديمارتينو و‌‌براين كونيزكو. قامت بأداء الشخصية صوتيًا سايشل غابرييل.

## وصلات خارجية
- أسامي ساتو في قاعدة بيانات الأفلام على الإنترنت